# Monica Ali
Monica Ali (født 20. oktober 1967 i Dhaka, Bangladesh) er en britisk forfatter.

## Udvalgte bøger
- Brick Lane (2003, filmatiseret 2007)
- Alentejo Blue (2006)
- In the Kitchen (2009)